# Casaleone
Casaleone (Casaleòn o Caselòn in veneto) è un comune italiano di 5 602 abitanti della provincia di Verona in Veneto.

## Storia
Nel corso dell'età del Ferro (fino alla metà del I secolo a.C.) il territorio di Casaleone sembra completamente spopolato; scarsa, peraltro, è la documentazione in tutta l'area delle Valli Grandi, forse perché in questo periodo è soggetta ad inondazioni e paludamenti.
Solo con la romanizzazione del territorio e quindi con la centuriazione, che comporta lavori di disboscamento e di bonifica, iniziò il popolamento del paese. Sulla base dei ritrovamenti si può ritenere che i primi insediamenti fossero modeste fattorie attorno ai corsi d'acqua, al centro di piccole o medie proprietà.
Il primo documento noto attestante l’esistenza del villaggio di Casaleone risale al 1104. Con questo documento la contessa Matilde di Canossa conferma al monastero di San Benedetto di Polirone i beni siti in Casaleone del feudo dei Sanbonifacio. Bisogna giungere tra il 1300 e 1400 per conoscere illustri famiglie che hanno legato il nome a Casaleone, i Rangoni e i Dal Verme. La ribellione a Venezia di Luigi Dal Verme nel 1437 comporta la confisca dei suoi beni e diritti. La dominazione veneziana favorisce il ripopolamento e lo sviluppo agricolo, che si intensificano attorno alle corti nel corso del XV e XVI secolo. In quest'epoca è attestata la presenza di insigni casate: i Serego Alighieri, i Morandi Rizzoni, i Canossa, i Sanguinetti, i Cagalli, i Basadona, i Michiel e i Boldieri.
L'unica struttura identificabile come una villa urbano-rustica è quella in cui fu trovato uno dei tesori di epoca romana: il ripostiglio della Venera, ai confini tra il comune di Casaleone e quello di Sanguinetto, formato da circa 50 000 monete del III° secolo d.C.
L'altro grande tesoro romano di Casaleone è il Tesoretto di Sustinenza, interrato intorno al 50 a.C. ad opera di un personaggio che molto probabilmente si apprestava a partire per prendere parte alla guerra civile tra Cesare e Pompeo e che non fece più ritorno. Decise di nascondere i suoi risparmi lungo l'argine del Cavariolo, in località Borghesana, da identificarsi nel tracciato fiancheggiante il corso del Tartaro, grande via di comunicazione.
I due recipienti, rinvenuti nel 1888 e nel 1901 da alcuni lavoratori della terra, contenevano complessivamente 2 145 monete, comprese in un arco cronologico che va dal 206 a.C. al 51 a.C.: 728 denarii, 1 415 quinari e 2 assi.
Il Tesoretto di Sustinenza è rimasto esposto nella Sala della Reggia del Museo stesso nel dicembre 2003 ed è tornato a Casaleone dal 15 al 30 aprile 2004.

### Simboli
Lo stemma e il gonfalone sono stati concessi con regio decreto del 7 settembre 1933.
Il gonfalone è un drappo partito di giallo e di azzurro.

## Società

### Evoluzione demografica
Abitanti censiti

## Cultura

### Eventi
- Open Internazionale di Scacchi del "Basso Veronese" organizzato ogni anno dal Circolo - A.S.D. "A. Karpov" - Casaleone Scacchi alla fine del mese di maggio.

- Fiera del radicchio rosso di Verona

- ClickPark: festival artistico/musicale nato nel 2006 e organizzato dall'Associazione ClickCasaleone.

## Economia
Fa parte dell'area di produzione del Riso Nano Vialone Veronese che viene coltivato su terreni della pianura veronese irrigati con acqua di risorgiva.
Il comune ha una particolare vocazione agricola; un prodotto tipico e meritevole di nota che viene coltivato è il radicchio di Verona. Presenti anche allevamenti avicoli.
È uno dei comuni di produzione del mobile d'arte.

## Infrastrutture e trasporti
Fra il 1934 e il 1965 il territorio comunale fu attraversato dalla linea ferroviaria Treviso-Ostiglia. La stazione di Casaleone si trovava a circa cinque chilometri di distanza dal centro abitato.

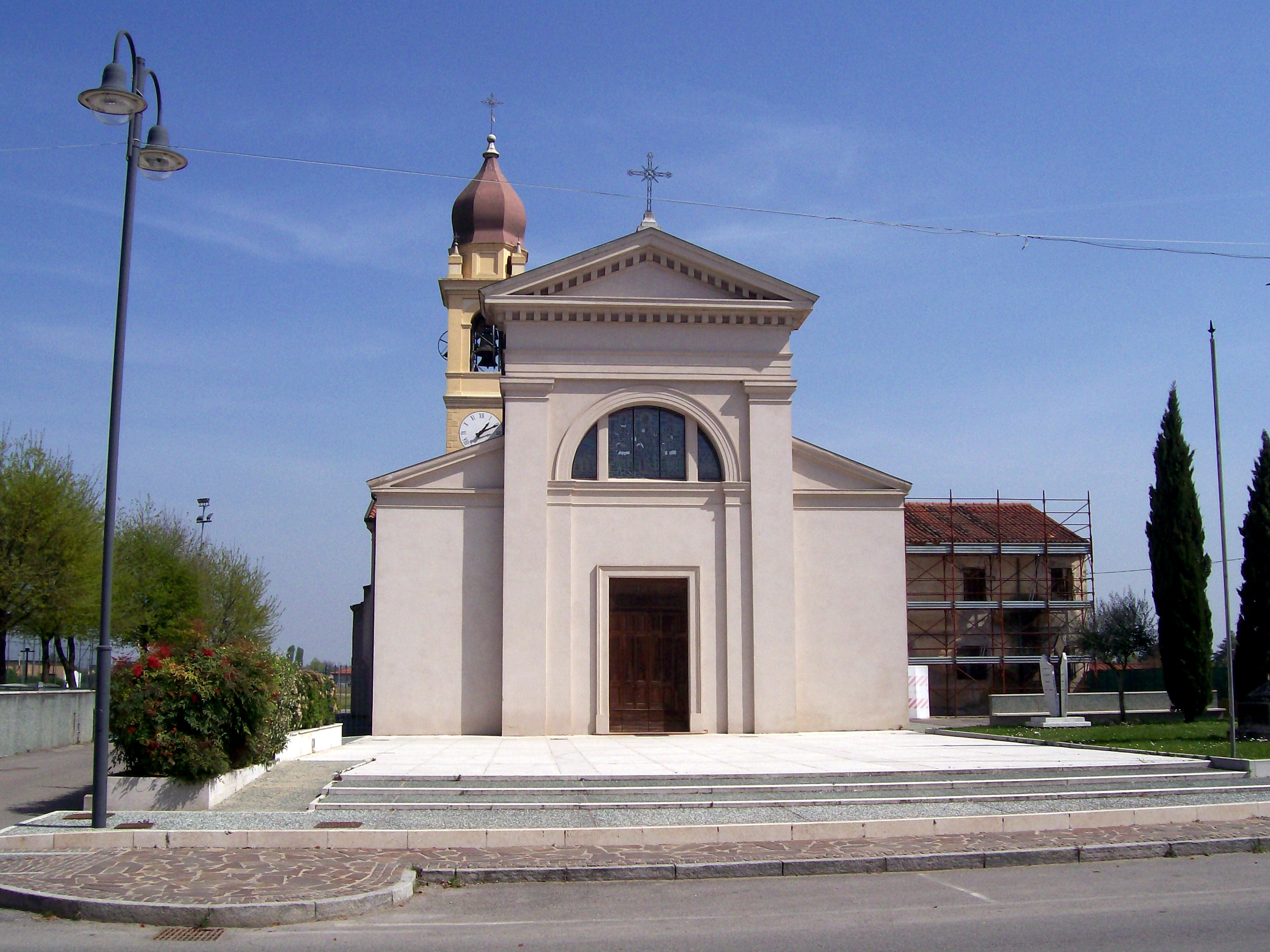
Chiesa parrocchiale di Sustinenza

## Amministrazione
| Periodo        | Periodo        | Primo cittadino           | Partito                                                         | Carica                  | Note          |
| -------------- | -------------- | ------------------------- | --------------------------------------------------------------- | ----------------------- | ------------- |
| giugno 1987    | aprile 1989    | Pier Paolo Ambrosi        | Partito Socialista Italiano                                     | Sindaco                 | Dimissionario |
| maggio 1989    | giugno 1992    | Enzo Carlo Bigardi        | Partito Socialista Italiano                                     | Sindaco                 | [ 10 ]        |
| agosto 1992    | settembre 1992 | Mattia Gerardino          |                                                                 | Commissario prefettizio | [ 11 ]        |
| settembre 1992 | gennaio 1993   | Mattia Geradino           |                                                                 | Commissario prefettizio | [ 12 ]        |
| febbraio 1993  | novembre 1997  | Alfredo Giuseppe Boniotto | indipendente                                                    | Sindaco                 | [ 13 ]        |
| novembre 1997  | maggio 2002    | Alfredo Giuseppe Boniotto | Lega Nord                                                       | Sindaco                 | [ 14 ]        |
| maggio 2002    | maggio 2007    | Gabriele Livio Ambrosi    | Lista Civica                                                    | Sindaco                 | [ 15 ]        |
| maggio 2007    | maggio 2012    | Gabriele Ambrosi          | Lista Civica                                                    | Sindaco                 | [ 16 ]        |
| maggio 2012    | giugno 2017    | Andrea Gennari            | Lega Nord, eletto con lista civica "Progetto per Casaleone"     | Sindaco                 | [ 17 ]        |
| giugno 2017    | giugno 2022    | Andrea Gennari            | Lega dal 2018, eletto con lista civica "Progetto per Casaleone" | Sindaco                 |               |
| giugno 2022    | in carica      | Stefano Cagalli           | Lista "Progetto per Casaleone-Lega"                             | Sindaco                 |               |

Il comune aderisce all’iniziativa: patto dei sindaci

## Sport
È presente l'A.S.D. "A. Karpov" - Casaleone Scacchi, ufficialmente riconosciuto dalla F.S.I., che nel 2011 ha promosso contemporaneamente due squadre in Serie C nel Campionato Nazionale Italiano a Squadre di Scacchi.
La società calcistica principale del paese è l'A.S.D Casaleone 1956, che porta i colori giallo e blu. Altra squadra presente è l'A.S.D. Sustinenza Calcio (1978).